# Аба (Француска)
Аба (фр. Habas) насеље је и општина у југозападној Француској у региону Аквитанија, у департману Ланд која припада префектури Дакс.
По подацима из 2011. године у општини је живело 1438 становника, а густина насељености је износила 76,69 становника/km². Општина се простире на површини од 18,75 km². Налази се на средњој надморској висини од 105 метара (максималној 123 m, а минималној 14 m).

## Демографија
| 1962. | 1968. | 1975. | 1982. | 1990. | 1999. | 2011. |
| ----- | ----- | ----- | ----- | ----- | ----- | ----- |
| 1.371 | 1.425 | 1.350 | 1.290 | 1.310 | 1.311 | 1.438 |

График промене броја становника у току последњих година